# Алгоритмически неразрешимая задача
В теории вычислимости алгоритмически неразрешимой задачей называется задача, имеющая ответ да или нет для каждого объекта из некоторого множества входных данных, для которой (принципиально) не существует алгоритма, который бы, получив любой возможный в качестве входных данных объект, останавливался и давал правильный ответ после конечного числа шагов.

## Проблемы, касающиеся абстрактных машин
- Проблема остановки
- Проблема самоприменимости
- Busy beaver
- Любая проблема, сформулированная в теореме Райса
- Определить, достигнет ли когда-нибудь заданная исходная конфигурация в игре «Жизнь» заданной конечной конфигурации[1]

## Проблемы, касающиесяматриц
- Проблема умирающей матрицы: для данного конечного множества квадратных матриц n × n определить, существует ли произведение всех или некоторых из этих матриц (возможно, с повторениями) в каком-либо порядке, дающее нулевую матрицу. Проблема неразрешима даже для n=3 (разрешимость для n=2 является открытым вопросом[2]).[3]
- Проблема единичной матрицы: для данного конечного множества квадратных матриц n × n определить, существует ли произведение всех или некоторых из этих матриц (возможно, с повторениями) в каком-либо порядке, дающее единичную матрицу. Проблема неразрешима для целочисленных матриц начиная с n=4[4] и разрешима для n=2[5] (разрешимость для n=3 является открытым вопросом). Проблема эквивалентна вопросу, является ли матричная полугруппа группой.
- Проблема свободности матричной полугруппы алгоритмически неразрешима для целочисленных матриц начиная с n=3 и открыта для n=2.

## Другие проблемы
- Проблема разрешения (нем. Entscheidungsproblem).
- Выводимость формулы в арифметике Пеано.
- Post correspondence problem.
- Вычисление колмогоровской сложности произвольной строки. Важные практические следствия из этого утверждения для области программирования:
  - невозможность создания идеального архиватора, формирующего для любого входного файла программу наименьшего возможного размера, печатающую этот файл
  - невозможность создания идеального оптимизирующего по размеру компилятора
- Десятая проблема Гильберта
  - в частности, невозможно вычислить такую функцию: f(n) = max{min{max{|x_1|, |x_2|, ..., |x_k|: P(x_1, x_2, ..., x_k) = 0}}}, где k пробегает значения от 1 до n, P пробегает все многочлены от k переменных степени не более чем n, при этом модуль коэффициента каждого слагаемого не превосходит n. Значение этой функции позволяет ограничить перебор решений диофантового уравнения степени не более чем n, с не более чем n переменными, у которого модуль коэффициентов не превосходит n. Например, f(1)=1, f(2)=5 Если бы существовала вычислимая функция, не отстающая от f(n), то десятая проблема Гильберта имела бы противоположное решение.
- Определить, можно ли замостить плоскость данным набором плиток Вана.
- Определить, можно ли замостить плоскость данным набором полимино.
- Проблема унификации[англ.] второго и высшего порядков.
- Проблема вывода типов в системе типов Хиндли — Милнера с полиморфизмом N-го ранга.

## Проблемы, алгоритмическая неразрешимость которых не доказана
Для некоторых задач неизвестен алгоритм, решающий их, и по своей природе они похожи на известные алгоритмически неразрешимые задачи. Вопросы об алгоритмической разрешимости таких задач являются открытыми проблемами. Вот некоторые из таких задач:
- Аналог десятой проблемы Гильберта для уравнений степени 3
- Аналог десятой проблемы Гильберта для уравнений в рациональных числах[6]
- Проблема умирающей матрицы для матриц порядка 2